# میتسوکی تانیمورا
میتسوکی تانیمورا (ژاپنی: 谷村 美月؛ زادهٔ ۱۸ ژوئن ۱۹۹۰) بازیگر ژاپنی است.
از فیلم‌هایی که وی در آن نقش داشته‌است، می‌توان به وکیل‌مدافع تک و پرونده قتل سفیدبرفی اشاره کرد.